# Пешелань (село)
Пешела́нь — село в Бебяевском сельсовете Арзамасского района Нижегородской области России. Появилось в XVII веке.

## География
Располагается на 124 км трассы Р158 в 8 км от Арзамаса. Село, расположенное на левом берегу реки Тёши.
В селе три улицы: 9 мая, Луговая и Юбилейная.

## Достопримечательности

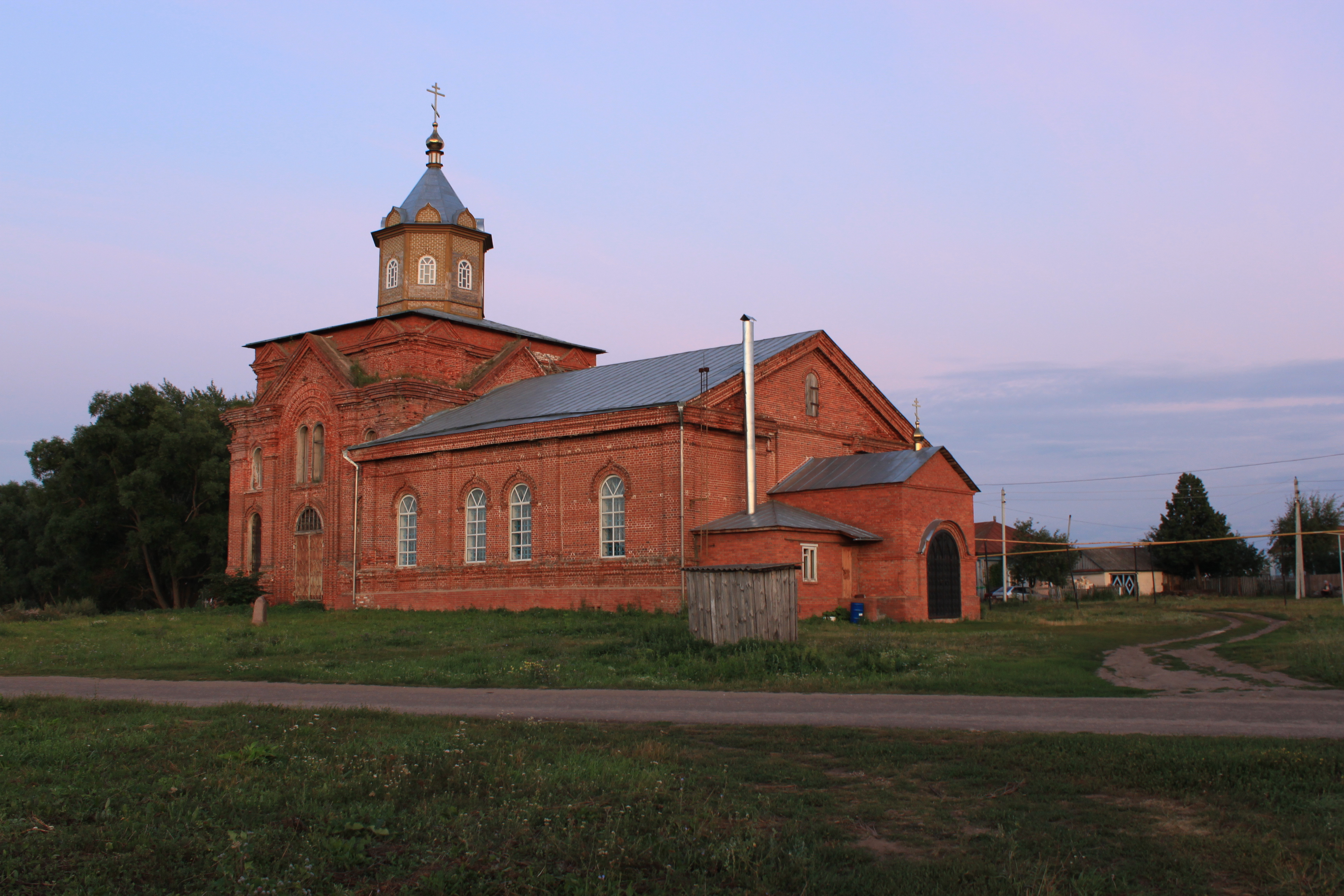
Храм Николая Чудотворца, 1894–1907 гг.

В селе существует церковь Николая Чудотворца, построенная в 1894–1907 годах и включенная в 2000 году в список выявленных объектов культурного наследия (памятников истории и культуры) регионального значения.
Недалеко от села находится действующая шахта Пешеланского гипсового завода, в которой расположен «Музей горного дела, геологии и спелеологии». На территории самого завода располагается памятник участникам войны, открытый в 1975 году.

## Известные люди
В селе родился митрополит Санкт-Петербургский и Ладожский Палладий (Раев).